# Perilampus cairnsensis
Perilampus cairnsensis is een vliesvleugelig insect uit de familie Perilampidae. De wetenschappelijke naam is voor het eerst geldig gepubliceerd in 1913 door Girault.